# Laguna de Zarcero
Laguna es uno de los distritos del cantón de Zarcero, en la provincia de Alajuela, de Costa Rica.

## Geografía
Laguna cuenta con un área de 23,28 km² y una altitud media de 1840 m s. n. m.

## Demografía
Para el año 2022, Laguna cuenta con una población estimada de 2044 habitantes, y para el último censo efectuado, en 2011, Laguna contaba con una población de 1674 habitantes.

## Localidades
- Poblados: El Carmen.

## Transporte

### Carreteras
Al distrito lo atraviesan las siguientes rutas nacionales de carretera:
- Ruta nacional 141